# 下関東郵便局
下関東郵便局（しものせきひがしゆうびんきょく）は、山口県下関市にある郵便局。民営化前の分類では集配普通郵便局であった。

## 概要
住所：〒751-8799 山口県下関市山の田東町12-25

### 出張所（局外ATM）
民営化前は以下の場所に出張所としてATMを設置していた。現在も同じ場所にATMがあるが、管理はゆうちょ銀行広島支店となっている。
- パワータウン新下関コスパ内出張所
- ジャスコ安岡店内出張所

## 沿革
- 1872年1月14日（明治4年12月5日） - 赤間関郵便取扱所として開設[1]。
- 1873年（明治6年）4月 - 赤間関郵便役所となる[1]。
- 1875年（明治8年）1月1日 - 赤間関郵便局（二等）となる。翌日より為替取扱を開始[1]。
- 1878年（明治11年） - 貯金取扱を開始[1]。
- 1885年（明治18年） - 電信取扱を開始[1]。
- 1888年（明治21年）1月20日 - 赤間関郵便電信局となる[2]。
- 1900年（明治33年）11月1日 - 赤間関市南部町に新築移転[3]。
- 1902年（明治35年）6月1日 - 下関郵便電信局に改称[4]。
- 1903年（明治36年）4月1日 - 通信官署官制の施行に伴い下関郵便局となる[5]。
- 1905年（明治38年）6月12日 - 下関東郵便局に改称[6]。
- 1913年（大正2年）6月13日 - 下関郵便局に改称[7]、細江分室を設置[8]。
- 1915年（大正4年）4月1日 - 細江分室を廃止[9]。
- 1921年（大正10年）9月14日 - 下関東郵便局に改称、等級を一等から二等に改定[10]。
- 1957年（昭和32年）8月1日 - 電話通話および和文電報受付事務の取り扱いを開始[11]。
- 1975年（昭和50年）5月12日 - 下関市南部町22-8から、同市山の田東町12-25に局舎を新築、移転。旧局舎を利用して下関南部町郵便局が設置された。同日、勝山郵便局（〒750-01→〒751→〒751-0872）から集配業務を移管。
- 1998年（平成10年）9月1日 - 外国通貨の両替および旅行小切手の売買に関する業務取扱を開始。
- 2006年（平成18年）9月11日 - 安岡郵便局（〒759-6699→〒759-6612）から「759-66xx」区域の集配業務を移管[12]。それに伴い、安岡郵便局ジャスコ安岡店内出張所 (ATM) を当局の管轄に変更。
- 2007年（平成19年）10月1日 - 民営化に伴い、併設された郵便事業下関東支店に一部業務を移管。
- 2012年（平成24年）10月1日 - 日本郵便株式会社発足に伴い、郵便事業下関東支店を下関東郵便局に統合。
- 2015年（平成27年）3月2日 - 吉見郵便局から「759-65xx」区域の集配業務を移管。

## 取扱内容
- 郵便、印紙、ゆうパック、内容証明
- 貯金、為替、振替、振込、国際送金、外貨両替・トラベラーズチェック、国債、投資信託
- 生命保険、バイク自賠責保険、自動車保険、変額年金保険
- ゆうちょ銀行ATM
- 下関市内の一部地域（本庁地区のうち山の田、川中地区、安岡地区、吉見地区、勝山（新下関）地区：〒751-08xx、751-85xx、751-86xx、751-87xx、759-65xx、759-66xx）の集配業務
- ゆうゆう窓口

## 周辺
- 山の田
- 下関市立大学

## アクセス
- JR山陽本線・山陰本線 幡生駅から徒歩約16分
- サンデンバス 山の田停留所下車
- 中国自動車道、関門橋 下関ICから北西へ約2.5km
- 国道191号 山の田交差点を東に折れてすぐ
- 駐車場あり：16台